# Walter Lantz
Walter Benjamin Lantz (New Rochelle, 27 de abril de 1899 — Burbank, 22 de março de 1994) foi um desenhista, animador e dublador estadunidense. Conhecido principalmente pela fundação do Walter Lantz Studio e pela criação do personagem Woody Woodpecker (Pica-Pau).

## O Começo
Walter Lantz nasceu com o nome de Walter Benjamin Lantz em 27 de abril de 1899, na cidade de New Rochelle. Filho de uma família de imigrantes italianos, seus pais foram Francesco Paolo Lantz (antes Lanza) e Maria Gervasi, vindos de Calitri, Itália. Durante sua infância adorava desenhar, teve aulas de desenho aos doze anos. O primeiro curta animado a que assistiu foi Gertie the Dinosaur, de Winsor McCay, sendo este trabalho, um dos motivos que lhe inspirou a carreira de animador.
Seu primeiro emprego foi como mecânico. Um de seus clientes, Fred Kafka, gostou dos desenhos que tinha em sua garagem. Começou a estudar no New York City's Art Students League. Kafka conseguiu para Lantz, um novo trabalho, na New York American, coordenado por William Randolph Hearst. Após terminar de trabalhar no jornal, se dedicou a escola de artes.
Aos dezesseis anos, Lantz trabalhava atrás da câmera no departamento de animação sob supervisão do diretor Gregory La Cava. Isso fez com que Lantz logo iniciasse seus trabalhos na John R. Bray Studios em Nova York para a série Colonel Heeza Liar. Em 1924, Lantz começava a ganhar importância no estúdio e dirige, anima e também protagoniza sua primeira série de desenhos animados, "Dinky Doodle". Em 1927 se muda para Hollywood, Califórnia onde trabalha para o diretor Frank Capra e logo como escritor para as comédias de Mack Sennett.

## Eras

### A era de Oswald

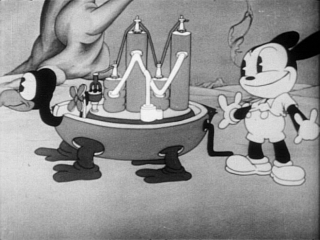
Captura de ecrã de Making Good (1932), produzido por Walter Lantz.

Em 1928, Lantz é contratado por Charles B. Mintz para dirigir a série animada Oswald the Lucky Rabbit, da Universal e ainda dublar o personagem em 1935. A princípio desse ano, Mintz e seu cunhado George Winkler, haviam comprado os direitos do personagem de seu criador original, Walt Disney. Com isso, o presidente da Universal, Carl Laemmle, não se sentiu satisfeito pela ação de Mintz e Winkler, e os despedem. A partir do fato, a Universal se dedicaria a produzir a série por conta própria. Mas Lantz insiste em produzir a série e aposta com o produtor num jogo de poker, o qual vence e faz com que Oswald seja seu personagem.
Assim, Lantz começava as operações de seu novo estúdio de animação, e contrata um animador de Nova York, Bill Nolan, para que o ajude a criar as séries. Em setembro de 1929, Lantz finalmente termina seu primeiro desenho animado, com o título Race Riot.
Em 1935, Lantz trabalhava como produtor independente, coproduzindo os desenhos animados com a Universal Pictures em vez de coordenar o departamento de animação. Alguns dos seus curtas foram produzidos com a marca Castle Films, também pertencente a Universal na época. Em 1940, começa a negociar os direitos dos personagens que trabalhou.
Em 2006, a Disney recuperou os direitos sobre Oswald e os curtas produzidos por Walt Disney.

### A era do Pica-Pau
Quando Oswald perdeu popularidade, Lantz decidiu que necessitava de um novo personagem. Meany, Miny e Moe, Baby-Face Mouse e Snuffy Skunk eram algumas opções dentre os personagens criados por Lantz e seus assistentes. Mas, um de seus personagens, Andy Panda, foi a grande investida dos demais e virou o grande protagonista dos desenhos animados de Lantz para a temporada 1939-1940.
Em 1940, Lantz se casou com Grace Stafford. Em sua lua de mel, o casal ouvia um pica-pau que fazia furos no telhado. Grace sugeriu que Lantz utilizasse o pica-pau como inspiração para um novo personagem animado. Lantz gostou da ideia.
Quando Walter entregou o design do personagem à Universal ele não foi muito bem aceito por conta da sua aparência feia e grotesca, mas o criador insistiu tanto, que acabaram por aceitar. Foi feito um teste, embora duvidoso, com o Pica-Pau, onde Lantz lançou a primeira aparição do personagem animado Pica-Pau no episódio "Knock Knock" (no Brasil foi traduzido como "O Pica-Pau ataca novamente"), protagonizado por Andy Panda.
Em 1943, a Universal pediu a Lantz para remodelar o personagem principal para uma aparência melhor e um comportamento mais abrandado. Assim, o episódio "Ration Bored/The Gas Bandit" acaba por ser o último da fase biruta.
Mel Blanc interpretou a voz do personagem nos três primeiros episódios ("Woody Woodpecker", "The Screwdriver" e "Pantry Panic", esses três episódios de 1941). Quando Blanc aceitou um contrato com a Leon Schlesinger Productions/Warner Bros., deixou o estúdio de Lantz, fazendo que Ben Hardaway, que ajudou na produção de Knock Knock, passasse a interpretar a voz. Mesmo assim, a voz de Blanc foi usada em outros desenhos animados do personagem, alguns curtas reaproveitaram gravações antigas de Blanc, Walter Lantz não se preocupava com o fato de o dublador criar processos judiciais à sua empresa, entretanto, em 1948, o estúdio de Walter Lantz recebeu uma indicação ao Oscar com a canção do Pica-Pau "The Woody Woodpecker Song" apareceu em "Wet Blanket Policy" (1948).
Mel Blanc processou Walter Lantz, por usar sua voz sem autorização, no entanto, o juiz, negou o processo, estando do lado de Lantz, já que Blanc não registrou a voz. Com isso, Lantz, paga a Blanc tal valor num acordo realizado fora do juizado. O fato fez com que o animador encontrasse outra voz para o Pica-Pau.
Em 1950, Grace, esposa de Lantz, se ofereceu para fazer a voz do Pica-Pau, mas Lantz não aceitou a ideia de seu cônjuge fazer a interpretação do personagem masculino. Sem desistir, Grace secretamente fez as gravações e mandou a fita de forma anônima para a equipe conferir. Sem saber que era a voz de sua esposa, Walter gostou da gravação e definiu que será ideal para o personagem. Grace também interpretou a voz do Pica-Pau até Lantz encerrar o seu estúdio. A princípio, Grace não queria aparecer nos créditos e evitar que as crianças soubessem que a voz do Pica-Pau era interpretada por uma mulher. Mesmo assim, sua voz foi uma das mais famosas, juntamente com a de Mel Blanc. O estúdio de Walter Lantz encerrou as suas atividades em 1972. Foi um dos últimos estúdios que produziu desenhos clássicos (da era de ouro da animação).

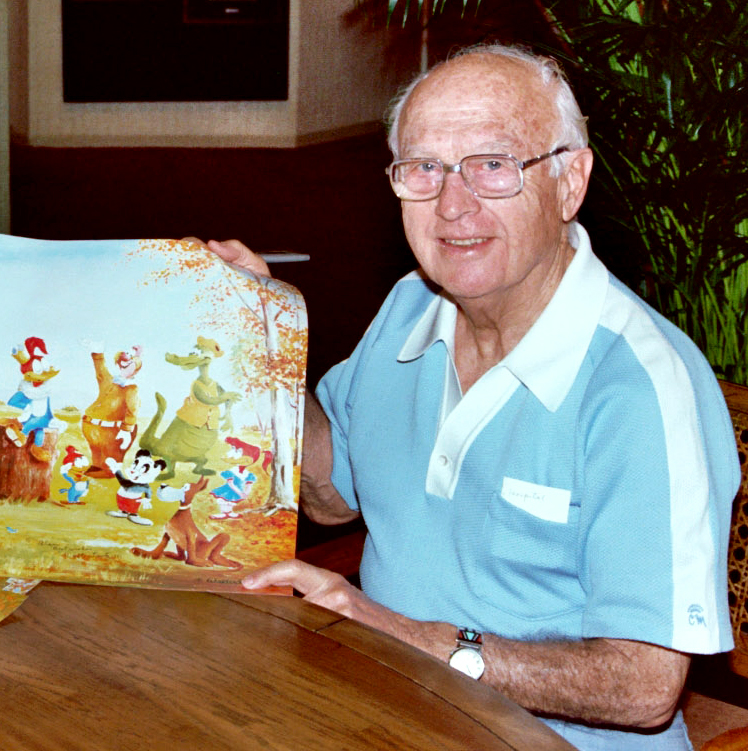
Lantz em 1983

## Anos seguintes
Apesar de ter encerrado as atividades em 1972, Walter seguiu trabalhando, os personagens foram licenciados para editoras (como Dell Comics e Gold Key), que produziram as HQs. Lantz supervisionava, mas não desenhava pessoalmente depois de certo ponto.
Em 1982, Lantz produziu um documentário intitulado "Walter, Woody and the World of Animation". Nele, podemos ver como Lantz se formou e como conseguiu chegar até à sua criação. Nesse documentário, foram usadas imagens antigas do personagem, sofrendo apenas edições de dublagem e novos efeitos sonoros. Lantz preferiu ocultar os factos desagradáveis que teve na sua vida de animador, como por exemplo, o processo judicial de Mel Blanc. Nele, ele apenas explica que decidiu que precisava de uma nova voz.
Ainda em 1982, Lantz doou dezessete materiais ao Museu Nacional de História dos Estados Unidos, incluindo um modelo de madeira utilizado na estreia do Pica-Pau em 1941.
Em 1988, Pica Pau marca a sua aparência no filme "Who Frammed Roger Rabbit", onde o personagem aparece no final juntamente com todos os bonecos.

## Morte
Lantz faleceu aos 94 anos de idade, vítima de insuficiência cardíaca. Foi sepultado no Forest Lawn Memorial Park (Hollywood Hills), Los Angeles, Califórnia nos Estados Unidos.

## Personagens
| Personagem          | Nome original        | Sinopse |
| ------------------- | -------------------- | --- |
| Pica-Pau            | Woody Woodpecker     | Um pássaro muito inteligente que está sempre passando a perna nos seus rivais. Passou 32 anos com os seus desenhos animados feitos por Lantz.                                       |
| Andy Panda          | Andy Panda           | Um filho de panda que às vezes se mete nas confusões do Pica-Pau. Passou 10 anos com desenhos.                                                                                      |
| Coelho Osvaldo      | Oswald               | Um coelho feliz. Foi o primeiro personagem animado de Walt Disney e não de Walter Lantz. Todos seus episódios foram feitos em escala de cinza. Passou 9 anos com desenhos animados. |
| Picolino            | Chilly Willy         | Um pinguim friorento. Passou 19 anos com desenhos animados feitos por Lantz. |
| Zeca Urubu          | Buzz Buzzard         | Inimigo número 1 do Pica-Pau. Sempre tenta passar a perna nele mas acaba se dando mal.                                                                                              |
| Leôncio             | Wally Walrus         | Sempre leva o prejuízo pelas confusões e bagunças do Pica-Pau. |
| Inspetor Willoughby | Inspector Willoughby | Um inspetor que sempre quer prender os bandidos. Já participou em alguns episódios do Pica-Pau. Passou 15 anos com desenhos.                                                        |
| A Família Urso      | The Beary Family     | Uma família composta pelos ursos: Ursolão, Úrsula, Ursolino e Ursolina. |

## Desenhos animados
- Coelho Osvaldo - Oswald the Rabbit (1929–1938; 1943)
- Pooch the Pup (1932-1933)
- Cartune Classics (1934–1935; 1938-1943; 1953-1957; 1961)
- Meany, Miny and Moe (1936-1937)
- New Universal Cartoon (1938)
- Nerstisery Rhyme (1939)
- Lil'Eitghball - Azeitona (1939)
- Andy Panda (1939–1949)
- Pica-Pau - Woody Woodpecker (1941–1972)
- Sinfonias Musicais - Swing Symphonies (1941–1945)
- Miniaturas Musicais - Musical Miniatures (1946–1948)
- Foolish Fables - Fábula Tola (1953, 1955)
- Picolino - Chilly Willy (1953–1972)
- Windy e Breezy (1957-1959)
- Hickory, Dickory e Doc (1959-1962)
- Inspetor Willoughby - Inspector Willoughby (1958-1965)
- A Família Urso - The Beary Family (1962–1972)
- Maggie e Sam - Maggie and Sam (1955-1957)
- Maw and Paw - Maw and Paw (1953-1955, 1968)
- Homero - Homer Pigeon (1942-1943, 1956)

## Prêmios
- 1959: Lantz foi honrado por ser um dos maiores cartunistas estadunidenses.
- 1973: Prêmio Annie da Sociedade Internacional de Animação (ASIFA), de Hollywood.
- 1979: Oscar honorário, por entreter e dar alegria ao mundo com seus desenhos animados.
- 1986: O Pica-Pau recebe uma estrela na Calçada da Fama.